# Кастања (Лоди)
Кастања (итал. Castagna) је насеље у Италији у округу Лоди, региону Ломбардија.
Према процени из 2011. у насељу је живело 42 становника. Насеље се налази на надморској висини од 74 м.